# Цецьорка (Поморське воєводство)
Цецьорка (пол. Cieciorka, нім. Königswalde) — село в Польщі, у гміні Каліська Староґардського повіту Поморського воєводства.
Населення — 436 осіб (2011).
У 1975-1998 роках село належало до Гданського воєводства.

## Демографія
Демографічна структура станом на 31 березня 2011 року:
|          | Загалом | Допрацездатний вік | Працездатний вік | Постпрацездатний вік |
| -------- | ------- | ------------------ | ---------------- | -------------------- |
| Чоловіки | 218     | 47                 | 146              | 25                   |
| Жінки    | 218     | 56                 | 121              | 41                   |
| Разом    | 436     | 103                | 267              | 66                   |